# Otto Deiters
Otto Friedrich Karl Deiters (Bonn, 15 novembre 1834 – Bonn, 5 dicembre 1863) è stato un anatomista e neurologo tedesco.
Studiò presso l'Università di Bonn, e trascorse gran parte della sua carriera professionale a Bonn. Egli è ricordato per la sua ricerca microscopica del cervello e del midollo spinale.
Intorno al 1860, Deiters fornì la descrizione più completa di una cellula nervosa. Identificò l'assone delle cellule, che lui definiva "cilindro di assi", e le sue dendriti.
Il suo nome fu associato al cosiddetto "nucleo di Deiters", chiamato anche il nucleo vestibolare laterale, e alle "cellule Deiters '", strutture che sono associate con le cellule ciliate esterne nella coclea dell'orecchio interno. Deiters morì nel 1863 all'età di 29 anni di tifo. Dopo la sua morte, il suo lavoro sulle cellule nervose del midollo spinale fu curato e pubblicato dall'anatomista Max Schultze (1825-1874).

## Opere principali
- Untersuchungen über die Lamina spiralis membranacea (1860).
- Untersuchungen über Gehirn und Rückenmark des Menschen und der Säugethiere : (editato da Max Schultze) - Braunschweig : Vieweg, (1865).